# Švýcarské národní muzeum
Švýcarské národní muzeum (německy: Landesmuseum) je historické muzeum ve švýcarském Curychu. Je součástí Musée Suisse Group, tedy skupiny muzeí podřízených Federálnímu úřadu kultury. Budovu muzea nechal postavit roku 1898 Gustav Gull. Budova v historizujícím stylu byla inspirována francouzskými renesančními zámky. Jeho působivá architektura s desítkami věží, dvorů a jeho rozlehlý park na poloostrově mezi řekami Sihl a Limmat se staly jednou z hlavních pamětihodností starého Curychu. K této romantické stavbě byla v roce 2016 přistavena často diskutovaná masivní modernistická budova, kde je od té doby soustředěna sbírka soch. Navrhla ji architektonická kancelář Christ & Gantenbein. Muzeum disponuje největší kulturně-historickou sbírkou ve Švýcarsku. Expozice provede návštěvníka od pravěku přes starověk a středověk až do 20. století. Je zde velmi bohatá sekce gotického umění, zejména liturgických dřevěných plastik, deskových obrazů a vyřezávaných oltářů (umění 16., 17. a 18. století je naopak soustředěno především v Domě umění Curych). Vzácnou je i numismatická sbírka. Stálou expozici „Prostě Curych“ v 1. patře, jež je věnována městu Curych, mohou návštěvníci zhlédnout zdarma. Nádvoří muzea se často využívá pro koncerty a další akce. Pod národní muzeum spadá i tzv. Zunfthaus zur Meisen, kde je vystavena sbírka porcelánu a fajánsu, Château de Prangins, Forum švýcarské historie Schwyz a sbírkové centrum v Affoltern am Albis.